# 楠莱圣阿穆尔
楠莱圣阿穆尔（法語：Nanc-lès-Saint-Amour，法語發音：[nɑ̃ lɛ sɛ̃.t‿amuʁ]，意为“圣阿穆尔附近的楠”）是法国汝拉省的一个旧市镇，位于该省西南部，属于隆斯勒索涅区。2016年，楠莱圣阿穆尔与临近的2个市镇合并为新市镇莱特鲁瓦堡，楠莱圣阿穆尔为新市镇行政中心。

## 地理
楠莱圣阿穆尔（46°25'22"N, 5°21'31"E）面积5.29 平方千米，位于法国勃艮第-弗朗什-孔泰大區汝拉省，该省份为法国东部内陆省份，北起上索恩省，西北接科多尔省，西临索恩-卢瓦尔省，南至安省，东与杜省和瑞士接壤。
与楠莱圣阿穆尔接壤的市镇（或旧市镇、城区）包括：圣阿穆尔、栋叙尔、沙泽勒、圣让代特勒、图瓦西亚、洛贝潘、瓦勒代皮。
楠莱圣阿穆尔的时区为UTC+01:00、UTC+02:00（夏令时）。

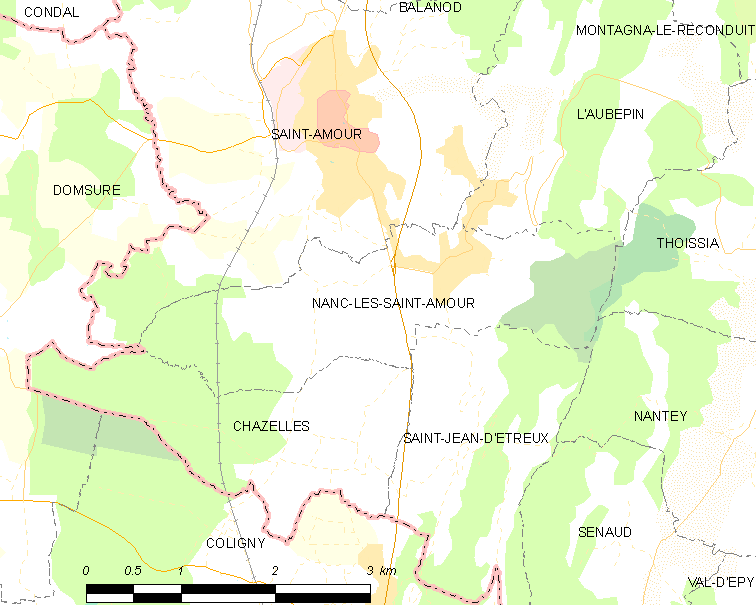
楠莱圣阿穆尔的OSM定位图

## 行政
楠莱圣阿穆尔的邮政编码为39160，INSEE市镇编码为39378。

## 政治
楠莱圣阿穆尔所属的省级选区为圣阿穆尔县。

## 人口

1962-2008年间楠莱圣阿穆尔人口变化图示

楠莱圣阿穆尔于2018年1月1日时的人口数量为296人。